# 快车
快車全稱網際快車、前稱JetCar，是多線程及續傳下載軟體，該軟件聲稱比普通下載快6到10倍。

## 概要
侯延堂在1998年利用軟體公司工作之餘開發，原稱JetCar、後改為網際快車（FlashGet）。但開發者一度沉迷《魔兽世界》遊戲，2006年7月19日被北京智通無限科技（ZCOM）收購，中文簡稱快車。2010年以降，ZCOM營運失利連帶影響，且涉及綁定非法下載網站屢遭訴訟，外加迅雷等P2P軟體盛行而每況愈下，最終2016年4月18日轉讓給廈門星雲創盟投資。

## 更新歷史
Windows
- 2015年3月31日FlashGet 3.7（修正版）
- 2013年6月20日FlashGet 3.7（修正版）
- 2011年1月28日FlashGet 3.7
- 2009年7月2日FlashGet 3.1
- 2008年4月8日FlashGet 2.0
- 2001年12月13日FlashGet (JetCar) 1.00
- 2000年2月6日更名FlashGet
- 1999年4月1日推出JetCar 0.51

Linux
- 2010年8月6日FlashGet for Linux 1.0.3
- 2010年7月20日FlashGet for Linux 1.0.2
- 2010年7月15日FlashGet for Linux 1.0.1

## eDonkey网络
在eDonkey网络方面，由于快车可能存在吸血和闭源（违反GPL）的问题，被eMule Xtreme Mod等多个eMule Mod的官方动态反吸血驴保护（DLP）库所屏蔽。

## 外部連結
- FlashGet官方網站
- FlashGet論壇